# Abdallah Benchekor
Pour les articles homonymes, voir Benchekor.
Abdallah Benchekor (en arabe : عبدالله بن شقور) est un nageur algérien.

## Biographie

### Famille
Abdallah Benchekor est le père des escrimeuses Naïla Benchekor et Selma Benchekor,  le frère des nageurs Sofiane Benchekor et Yacine Benchekor.

### Carrière
Abdallah Benchekor remporte la médaille d'argent sur 100 mètres nage libre ainsi que sur les relais 4 x 100 mètres nage libre et 4 x 200 mètres nage libre, ainsi que la médaille de bronze sur 200 mètres nage libre aux Jeux africains de 1991 au Caire.
Aux Jeux africains de 1995 à Harare, il est médaillé d'argent du relais 4 x 100 mètres nage libre et médaillé de bronze du relais 4 x 200 mètres nage libre.
Il est ensuite médaillé d'argent des relais 4 x 100 mètres nage libre et 4 x 200 mètres nage libre aux Jeux africains de 1999 à Johannesbourg ; il est également sixième de la finale du 50 mètres nage libre.